# Parque nacional Chiquibul
Parque nacional Chiquibul es el mayor parque nacional de Belice. Posee 1073 kilómetros cuadrados de superficie (414 millas cuadradas).  El parque está ubicado en el distrito Cayo de Belice. El parque nacional rodea Caracol, una ciudad maya. Caracol ha sido designada como una reserva arqueológica y no está incluida dentro del área total del parque. La Reserva Forestal de Chiquibul está al lado del parque.
El parque nacional Chiquibul fue originalmente parte de la Reserva Forestal de Chiquibul, que fue creada en 1956. En 1991, gracias a la presión de los conservacionistas, las tres cuartas partes de la reserva forestal que no contaban con concesiones madereras activas fueron redesignadas como parque nacional en el marco de la Ley del Sistema de Parques. Los límites del parque se redefinieron en 1995. Caracol quedó rodeada por el parque nacional.